# Чужие следы

## Сюжет
Хитрая лиса которая ограбила курятник. Был у Лисицы пушистый хвост, которым она заметала следы. Убегая в спешке из курятника, плутовка прищемила хвост дверью — да так без хвоста и осталась. Доверчивый зайчонок который послушался бесхвостую лису и стал заметать за ней следы. Однажды лиса пошла воровать кур, а зайка тщательно исполнял свою работу, так что ни одного следа не оставил.